# Tidjikdja
Tidjikdja is een stad in Mauritanië en is de hoofdplaats van de regio Tagant.
Tidjikdja telt naar schatting 18.000 inwoners.